# ثيا سيجال
ثيا سيجال (بالرومانية: Thea Segall) هي مصورة رومانية، ولدت في 13 مايو 1929 في سوتشافا في رومانيا، وتوفيت في 25 أكتوبر 2009 في كاراكاس في فنزويلا.